# Сурита, Карлос
Его Превосходительство дон Карлос Эмилио Хуан Сурита-и-Дельгадо, герцог Сория и Эрнани, гранд Испании (исп. Excelentísimo Señor Don Carlos Emilio Juan Zurita y Delgado Duque de Soria y Hernani, Grande de España; род. 9 октября 1943 года, Антекера, комарка Антекера, Малага, Андалусия, Испания) — муж сестры бывшего короля Испании Хуана Карлоса I инфанты Маргариты, герцогини Сория-и-Эрнани. Доктор медицины, почётный академик-корреспондент Королевской национальной медицинской академии, общественный деятель Испании.

## Биография
Родился в семье Карлоса Сурита-и-Гонсалес-Витальте и Кармен Дельгадо-и-Фернандес де Сантаэлья.
Получил степень бакалавра медицины в Институте среднего образования Aguilar Eslava в Кабре (Кордова).
В 1967 году получил степень лиценциата медицины в Севильском университете. Получил специальную премию для лиценциатов. Докторскую степень по медицине получил в Испанском колледже св. Клмента Болонского университета (Италия), где получил специальную премию для докторантов. Специализируется на дыхательной системе человека и кровообращении.

## Общественная деятельность
В 1989 году, вместе с женой, основал Культурный фонд герцогов Сориа. Вместе с супругой, возглавляют Попечительский совет фонда в качестве почётных президентов.
Является почётным президентом Испанской федерации друзей музеев и исполнительным президентом Фонда друзей музея Прадо.
Член Попечительского совета Испанского королевского колледжа в Болонье (Италия) и член консультативного совета Болонского центра Университета Джонса Хопкинса (США).

## Семья
12 октября 1972 года сочетался браком с Её Королевским Высочеством Инфантой доньей Маргаритой, герцогиней Сория-и-Эрнани.
У супругов двое детей:
1. Его Превосходительство дон Альфонсо Хуан Карлос Сурита-и-де Бурбон, гранд Испании (род. 9 августа 1973 года);
2. Её Превосходительство донья Мария София Эмилия Кармен Сурита-и-де Бурбон, гранд Испании (род. 16 сентября 1975 года).

## Титул
После бракосочетания получил, на правах консорта, титулы герцога Сория-и-Эрнани.
Стал грандом Испании и получил право на титулование Ваше Превосходительство

Герб герцога Сория

## Награды
- Кавалер Большого креста гражданского ордена Альфонса X Мудрого (25 апреля 2003 года)[3]

## Членство в академиях и научных обществах
- Академик-корреспондент Королевской медицинской академии Овьедо[1]
- Академик-корреспондент Королевской медицинской академии Гранады[1]
- Академик-корреспондент Академии литературы и искусства[1]
- Почётный член Аргентинского медицинского общества[1]
- Почётный член Американской ассоциации химиотерапии и туберкулёза[1]
- Постоянный член Испанской ассоциации медицинского права[1]
- Член Международной ассоциации испанистов[1]
- Член жюри Премии Короля Хайме I по клинической медицине[1]